# جیمز سلان جونز
جیمز سلان جونز (انگلیسی: James Cellan Jones؛ ‏ ۱۳ ژوئیهٔ ۱۹۳۱ – ۳۰ اوت ۲۰۱۹) کارگردان تلویزیونی، کارگردان فیلم، و فیلم‌نامه‌نویس اهل بریتانیا بود. وی بین سال‌های ۱۹۶۰ تا ۲۰۰۱ میلادی فعالیت می‌کرد.
از فیلم‌ها یا مجموعه‌های تلویزیونی که وی در آن‌ها نقش داشته‌است، می‌توان به شهر هالبی و آکسبریج بلوز اشاره نمود.